# Metrobates denticornis
Metrobates denticornis är en insektsart som först beskrevs av Champion 1898.  Metrobates denticornis ingår i släktet Metrobates och familjen skräddare. Inga underarter finns listade i Catalogue of Life.